# Давид ди Донателло 2022
67-я ежегодная церемония вручения премии «Давид ди Донателло» итальянской Академии итальянского кино за достижения в итальянском кинематографе за 2021 год состоялась 3 мая 2022 в Чинечитта, Риме, Италия.
Мероприятие транслировалось на канале Rai 1. Ведущими вечера стали Карло Конти и Джанлука Гори. Номинации были объявлены 4 апреля 2022 года. Больше всего номинаций получили следующие фильмы Рука Бога режиссёра Паоло Соррентино и Отчаянные мстители режиссёра Габриэле Майнетти, оба с 16 номинациями. За ними следуют Король смеха с 14 номинациями, Ариаферма и Дьяволик с 11 номинациями каждый.
Фильм Отчаянные мстители режиссёра Габриэле Майнетти стал фильмом, получившим наибольшее количество премий — шесть, затем следуют фильмы Рука Бога (5), Эннио. Маэстро (3), Король смеха и Ариаферма (2), Маленькое тело, Арминута, Кьяра, Братья Де Филиппо и Дьяболик (1). В категории Лучший иностранный фильм победил фильм Белфаст режиссёра Кеннета Брана.
На сцене выступил Умберто Тоцци, исполнив попурри состоящее из Ti amo, Stella stai/Gabbie и Gloria.

## Победители и кандидаты

### Лучший фильм
- Рука Бога, режиссёр Паоло Соррентино
- Ариаферма, режиссёр Леонардо Ди Костанцо
- Эннио. Маэстро, режиссёр Джузеппе Торнаторе
- Отчаянные мстители, режиссёр Габриэле Майнетти
- Король смеха, режиссёр Марио Мартоне

### Лучший режиссёр
- Паоло Соррентино — Рука Бога
- Леонардо Ди Костанцо — Ариаферма
- Джузеппе Торнаторе — Эннио. Маэстро
- Габриэле Майнетти — Отчаянные мстители
- Марио Мартоне — Король смеха

### Лучший режиссёрский дебют
- Лаура Самани — Маленькое тело
- Джанлука Джодиче — Il cattivo poeta
- Маура Дельперо — Материнский инстинкт
- Алессио Риго Де Риджи и Маттео Дзоппис — Сказка о Короле-крабе
- Франческо Костабайл — Женщина

### Лучший оригинальный сценарий
- Леонардо Ди Костанцо, Бруно Оливьеро и Валиа Сантелла — Ариаферма
- Йонас Карпиньяно — Кьяра
- Паоло Соррентино — Рука Бога
- Никола Гуальяноне и Габриэле Майнетти — Отчаянные мстители
- Марио Мартоне и Ипполита Ди Маджо — Король смеха

### Лучший адаптированный сценарий
- Моника Дзапелли и Донателла Ди Пьетрантонио — Арминута
- Братья Манетти и Микельанджело Ла Неве — Дьяволик
- Массимо Гаудиозо, Лука Инфашелли и Стефано Мордини — Католическая школа
- Филиппо Гравино, Гвидо Иукулано и Клаудио Капеллини — Земля сыновей'
- Нанни Моретти, Федерика Понтремоли и Валиа Сантелла — Три семьи
- Лирио Аббате, Серена Бруноло, Адриано Чиарелли и Франческо Костабайл — Женщина

### Лучший продюсер
- Андреа Оккипинти, Стефано Массензи и Маттиа Герра для Lucky Red и Габриэле Майнетти для Goon Films с Rai Cinema — Отчаянные мстители
- Джон Коплон, Паоло Карпиньяно, Райан Закариас и Йонас Карпиньяно для Stayblack Productions с Rai Cinema — Кьяра
- Карло Кресто-Дина для Tempesta, Rai Cinema и Michela Pini для Amka Film Production — Ариаферма
- Паоло Соррентино и Лоренцо Мьели — Рука Бога
- Никола Джулиано, Франческа Чима и Карлотта Калори для Indigo Film с Rai Cinema — Король смеха

### Лучшая актриса
- Свами Ротоло — Кьяра
- Аврора Джовинаццо — Отчаянные мстители
- Мириам Леоне — Дьяволик
- Мария Национале — Король смеха
- Роза Палашиано — Giulia

### Лучший актёр
- Сильвио Орландо — Ариаферма
- Элио Джермано — Латинская Америка
- Франц Роговский — Отчаянные мстители
- Филиппо Скотти — Рука Бога
- Тони Сервилло — Король смеха

### Лучшая актриса второго плана
- Тереза Сапонанджело — Рука Бога
- Сьюзи Дель Гьюдиче — Братья Де Филиппо
- Кристиана Делль’Анна — Король смеха
- Луиза Раньери — Рука Бога
- Ванесса Скалера — Арминута

### Лучший актёр второго плана
- Эдуардо Скарпетта — Король смеха
- Пьетро Кастеллитто — Отчаянные мстители
- Фабрицио Ферракане — Ариаферма
- Валерио Мастандреа — Дьяволик
- Тони Сервилло — Рука Бога

### Лучший оператор
- Дарья Д'Антонио — Рука Бога (ex aequo)
- Микеле Д’Аттаназио — Отчаянные мстители (ex aequo)
- Паоло Карнера — Латинская Америка
- Лука Бигацци — Ариаферма
- Ренато Берта — Король смеха

### Лучшая музыка для фильма
- Никола Пьовани — Братья Де Филиппо
- Дэн Ромер и Бен Зайтлин — Кьяра
- Verdena — Латинская Америка
- Паскуале Сциало — Ариаферма
- Пивио и Альдо де Скальци — Дьяволик
- Микеле Брага и Габриэле Майнетти — Отчаянные мстители

### Лучшая оригинальная песня
- La profondità degli abissi (музыка, слова в исполнение Мануэль Аньелли) — Дьяволик
- Faccio 'A Polka (музыка Никола Пьовани, слова Никола Пьовани и Додо Гальярде, в исполнении Анна Феррайоли Равель) — Братья Де Филиппо
- Just You (музыка и слова Джулиано Тавиани и Кармело Травия, в исполнении Марианна Травиа) — Арминута
- Nei tuoi occhi (музыка Франческа Микьелин и Андреа Фарри, текст и интерпретация Франческа Микьелин) — Marilyn ha gli occhi neri
- Piccolo corpo (музыка Фредрика Шталь, слова Лаура Самани, в исполнении Челесте Ческутти и народный хор) — Маленькое тело

### Лучшая художественная постановка
- Массимилиано Стуриале и Илария Фаллакара — Отчаянные мстители
- Лука Сервино и Сюзанна Абенаволи — Ариаферма
- Ноэми Маркика и Мария Микела Де Доменико — Дьяволик
- Кармине Джуарино и Иоле Аутеро — Рука Бога
- Джанкарло Музелли, Карло Ресциньо, Лаура Казалини и Франческо Фонда — Король смеха

### Лучший художник по костюмам
- Урсула Патцак — Король смеха
- Джиневра Де Каролис — Дьяволик
- Мариано Туфано — Рука Бога
- Мэри Монтальто — Отчаянные мстители
- Маурицио Милленотти — Братья Де Филиппо

### Лучший визаж
- Диего Престопино, Эмануэле Де Лука и Давиде Де Лука — Отчаянные мстители
- Франческа Лодоли — Дьяволик
- Винченцо Мастрантонио — Рука Бога
- Маурицио Нарди — Братья Де Филиппо
- Алессандро Д'Анна — Король смеха

### Лучшие причёски
- Марко Перна — Отчаянные мстители
- Альберта Джулиани — 7 женщин и одна тайна
- Джузеппина Ротоло — Кьяра
- Лука Помпоцци — Дьяволик
- Франческо Пегоретти — Братья Де Филиппо

### Лучший монтаж
- Массимо Квалья и Анналиса Скиллачи — Эннио. Маэстро
- Аффонсо Гонсалвес — Кьяра
- Карлотта Кристиани — Ариаферма
- Кристьяно Травальоли — Рука Бога
- Якопо Куадри — Король смеха

### Лучший звук
- Эннио. Маэстро
- Ариаферма
- Рука Бога
- Отчаянные мстители
- Король смеха

### Лучший визуальные эффекты
- Стефано Леоне — Отчаянные мстители
- Нуччо Канино — Классическая история ужасов
- Симоне Сильвестри — Дьяволик
- Родольфо Мильяри — Рука Бога
- Родольфо Мильяри и Роберто Саба — Земля сыновей'

### Лучший документальный фильм
- Эннио. Маэстро, режиссёр Джузеппе Торнаторе
- Атлантида, режиссёр Юри Анкарани
- Будущее, режиссёр Аличе Рорвахер, Франческо Мунци и Пьетро Марчелло
- Маркс может подождать, режиссёр Марко Беллоккьо
- Onde radicali, режиссёр Джанфранко Панноне

### Лучший короткометражный фильм
- Maestrale, режиссёр Нико Бономоло
- Diorama, режиссёр Камилла Каре
- L’ultimo spegne la luce, режиссёр Томмазо Сантамброджио
- Notte romana, режиссёр Валерио Феррара
- Pilgrims, режиссёр Фарнуш Самади и Али Асгари

### Лучший иностранный фильм
- Белфаст, режиссёр Кеннет Брана
- Не смотрите наверх, режиссёр Адам Маккей
- Сядь за руль моей машины, режиссёр Рюсукэ Хамагути
- Дюна, режиссёр Дени Вильнёв
- Власть пса, режиссёр Джейн Кэмпион

### Премия Давида Джовани
- Рука Бога, режиссёр Паоло Соррентино
- Добро пожаловать в Рим. Новые приключения, режиссёр Риккардо Милани
- Дьяволик, режиссёр Братья Манетти
- Эннио. Маэстро, режиссёр Джузеппе Торнаторе
- Отчаянные мстители, режиссёр Габриэле Майнетти

### Премия «Давид ди Донателло» за жизненные достижения
- Джованна Ралли — карьера
- Сабрина Ферилли
- Антонио Капуано

### David dello spettatore
- Me contro Te — Il film: Il mistero della scuola incantata, режиссёр Джанлука Леуцци — 805 559 зрителей[6]